# Leonetto Tintori
Leonetto Tintori (Prato, 8 novembre 1908 – Prato, 2 luglio 2000) è stato un pittore, decoratore e restauratore italiano.

## Biografia
Fin da giovanile età, egli si dedicò a molteplici professioni: caseario, filatore, carbonaio, trovando i mezzi per frequentare la scuola fino all'età di circa 18 anni presso l'istituto artistico pratese chiamato "Leonardo". A circa vent'anni, si staccò dalla famiglia e iniziò la professione di decoratore d'ambiente. Un incontro fondamentale avvenne con Ardengo Soffici, che risiedeva nelle vicinanze, a Poggio a Caiano. La loro collaborazione durò a lungo e fu ricca di molteplici esperienze, in particolare la ricerca indirizzata alla riscoperta dei maestri antichi toscani, come Giotto, Lippi e Masaccio. 
Padroneggiò varie tecniche artistiche, come pittura ad olio, a tempera, ad affresco e a pastello, nonché scultura in ceramica, bronzo, legno, gesso e cera. Tintori eccelleva anche nella realizzazione di mosaici, scagliola e altre tecniche artistiche. Iniziò la sua attività di restauro e la sua abilità acquisì grande fama, portandolo a lavorare intensamente sia in Italia che all'estero. La sua abilità nella scultura lo portò a esporre già nel 1931 alla mostra Quadriennale di Roma. Nella sua città natale, Prato, ebbe un ruolo importante nella cosiddetta "Scuola di Prato", insieme ad Arrigo Del Rigo, Gino Brogi e Quinto Martini. Durante la sua maturità come uomo e artista, ebbe grande successo nell'arte della ceramica. Fu l'unico di quel gruppo a operare in un arco di tempo più ampio, fino agli anni 1990. 
Nel 1980, insieme alla moglie Elena Berruti, acquistarono una dimora immersa nel verde di Vainella, vicino a Figline, adattandola come scuola d'arte frequentata da giovani italiani e stranieri. Nel 1988, Tintori donò la struttura al Comune di Prato, che poi la aprì come Casa museo Leonetto Tintori, dove sono regolarmente organizzati anche corsi d'arte e altre attività. 
La sua carriera di restauratore lo ha portato a dirigere importanti operazioni di restauro nel corso del XX secolo, focalizzandosi in particolare sulle pitture murali di maestri come Giotto, Piero della Francesca, Masaccio e Andrea del Castagno. Oltre a lavorare in Italia, ha operato in vari paesi esteri, compresi i templi Maya in Messico, le piramidi egiziane, gli Stati Uniti, il Giappone, la Corea e altri.
Le sue spoglie, insieme a quelle della moglie Elena, furono collocate entro urne all'interno di una cappella a forma di arca di Noè, costruita personalmente da lui stesso, nel giardino di Vaianella, circondate dalle sue sculture. Il Comune gli dedicò due grandi mostre, una presso la chiesa di Santa Caterina e l'altra al Museo di pittura murale di San Domenico.